# Grażyna Gierszewska
Grażyna Gierszewska (ur. 19 września 1949 w Warszawie) – profesor Politechniki Warszawskiej.

## Biografia
Ukończyła VII Liceum Ogólnokształcące im. Juliusza Słowackiego w Warszawie (matura w 1967) oraz studia w Szkole Głównej Planowania i Statystyki na Wydziale Ekonomiki Produkcji (1972).
W 1978 r. uzyskała stopień doktora nauk humanistycznych na podstawie rozprawy pt. Racjonalność a grupy społeczno-zawodowe w procesach decyzyjnych w organizacjach gospodarczych, napisanej pod kierunkiem prof. dra hab. Kazimierza Doktora.
W grudniu 1991 r., wspólnie z Marią Romanowską, na podstawie rozprawy habilitacyjnej pt. Ewolucja zachowań strategicznych polskich przedsiębiorstw, decyzją Rady Wydziału Handlu Wewnętrznego Szkoły Głównej Handlowej uzyskała stopień doktora habilitowanego nauk ekonomicznych w zakresie ekonomii (zatwierdzenie przez Centralną Komisję ds. Tytułu Naukowego i Stopni Naukowych w marcu 1993 r.).
W 2002 r. uzyskała tytuł naukowy profesora nauk ekonomicznych.
Od 2009 r. pracownik naukowy Politechniki Warszawskiej na Wydziale Zarządzania. Kieruje Zakładem Rozwoju Strategicznego Organizacji. Jest też kierownikiem studiów podyplomowych MBA Zarządzanie w Uczelni Łazarskiego. Specjalistka z zakresu zarządzania strategicznego, analizy strategicznej, restrukturyzacji przedsiębiorstw, sposobów współdziałania organizacji z otoczeniem i budowania konkurencyjności firm oraz zarządzania wiedzą w przedsiębiorstwach.
Uczestniczyła w realizacji wielu projektów badawczych związanych z transformacją polskiej gospodarki i przekształceniami organizacji. Ma na swoim koncie wiele publikacji: książek, monografii, artykułów.

## Stanowiska
- 1971-1974 Narodowy Bank Polski, VI Oddział w Warszawie, inspektor ekonomiczny ds. kredytowych;
- 1974-1976 Instytut Organizacji i Kierowania PAN, Zakład Socjologii Organizacji,
- 1976-95 Instytut Organizacji Zarządzania i Doskonalenia Kadr, Zakład Organizacji Gospodarczych (kierowany przez prof. dr hab. Henryka Sadownika, a od października 1980 r. przez prof. dr hab. Bogdana Wawrzyniaka), przemianowany od listopada 1981 r. jako Zakład Systemów Zarządzania, a w 1987 r. jako Zakład Zarządzania Strategicznego, a Instytut jako Instytut Administracji i Zarządzania.
- 1993-1995 Centrum Badań Przedsiębiorczości i Zarządzania PAN, docent
- 1995-1996 Instytut Nauk Ekonomicznych Polskiej Akademii Nauk, sekretarza naukowego projektu zamawianego
- 1989 – 2004 współpraca z Polską Fundacją Promocji Kadr (przedsięwzięcia doradcze, ekspertyzy, szkolenia oraz programach wspólne z partnerami zagranicznymi)
- 1993-99 współpraca z Fundacją Naukową CASE – Centrum Analiz Społeczno-Ekonomicznych (przedsięwzięcia badawcze z zakresu prywatyzacji i restrukturyzacji przedsiębiorstw w Polsce i krajach Europy Środkowo-Wschodniej)
- 1991-1992 staże zagraniczne (luty-kwiecień 1991 program badawczo-szkoleniowy Fundacji Nauki Polskiej i Norwegian School of Economics and Business Administration w Bergen; październiku 1991 – styczeń 1992 Hanse Polytechnic w Groningen jako kierownik programu badawczego)
- 1995-1997 jako promotor w programie „Company Doctors” Instytutu Organizacji i Zarządzania w Przemyśle „ORGMASZ” i Polskiej Fundację Promocji Kadr (współfinansowany przez szwedzki rząd)
- 1996 – 2006 Wyższa Szkoła Przedsiębiorczości i Zarządzania im. Leona Koźmińskiego w Warszawie (aktualnie Akademia Leona Koźmińskiego), profesor, 2001-2006 kierownik seminariów doktorskich.
- 1997-2013 Wyższa Szkoła Handlu i Prawa im. Ryszarda Łazarskiego (aktualnie Uczelnia Łazarskiego), profesor w Katedrze Zarządzania i Marketingu kierowanej przez prof. Jerzego Kisielnickiego
- Od 2009 r. na Wydziale Zarządzania Politechniki Warszawskiej na stanowisku profesora, początkowo w Zakładzie Finansów i Zarządzania Przedsiębiorstwem, następnie kierownik Katedry Procesów Zarządzania, od 2021 kieruje Zakładem Rozwoju Strategicznego Organizacji

## Ważne publikacje
- Grażyna Gierszewska (red.), Zarządzanie w przedsiębiorstwie N.0. Droga do przyszłości, Oficyna Wydawnicza Politechniki Warszawskiej, 2020, ISBN 978-83-8156-020-7. Brak numerów stron w książce

- Grażyna Gierszewska, Maria Romanowska, Analiza strategiczna przedsiębiorstwa, wyd. V, Warszawa: PWE, 2017, ISBN 978-83-208-2259-5. Brak numerów stron w książce

- Grażyna Gierszewska (red.), Wyzwania dla zarządzania przedsiębiorstwami, Warszawa: Wydział Zarządzania Politechniki Warszawskiej, 2014, ISBN 978-83-63370-01-5. Brak numerów stron w książce

- Grażyna Gierszewska, Barbara Olszewska, Jan Skonieczny, Zarządzanie strategiczne dla inżynierów, wyd. I, Warszawa: PWE, 2013, ISBN 978-83-208-2051-5. Brak numerów stron w książce

- Grażyna Gierszewska, Zarządzanie wiedzą w przedsiębiorstwie, Warszawa: Oficyna Wydawnicza Politechniki Warszawskiej, 2011, ISBN 978-83-7207-931-2. Brak numerów stron w książce
- Grażyna Gierszewska, Jerzy Kisielnicki (red.), Zarządzanie międzynarodowe: konkurencyjność polskich przedsiębiorstw, Oficyna Wydawnicza Uczelni Łazarskiego, 2010, ISBN 978-83-60694-27-5. Brak numerów stron w książce